# Eupithecia centralasiata
Eupithecia centralasiata är en fjärilsart som beskrevs av Hans Georg Amsel 1935. Eupithecia centralasiata ingår i släktet Eupithecia och familjen mätare. Inga underarter finns listade i Catalogue of Life.